# 茨木サニータウン
茨木サニータウン（いばらきサニータウン）とは、大阪府茨木市の山間部を切り開いたニュータウン。住所は大阪府茨木市山手台一丁目〜七丁目。

## 茨木サニータウンの概要
計画人口は1万2千人だったが現在の人口は数千人。阪急バスが東海道本線（JR京都線）茨木駅（いくつかは阪急電鉄茨木市駅）までラッシュ時頻繁に走っている。所要時間は茨木駅から終点・茨木サニータウンバス停まで約30分。
もともとの住所表示（大字）は安威、福井、大門寺など。もともと安威・福井から丹波へ超える山道が走る丘陵地で頂上に国見峠があり中央に長谷とよばれる谷のある地形だったが、関西電力系の土地会社・昭和土地開発によって1970年代前半から整地され、1978年に二丁目〜五丁目がまちびらきした。茨木市立山手台小学校、サニー幼稚園、山手台保育園（旧・第二末広保育園）が当初からあり、1983年に茨木市立北陵中学校が開校した（「陵」の字がつくのは、建設中に敷地内外で安威古墳群が発掘されたからである）。
一・三・五・六・七丁目が市内でも有数の敷地面積がある戸建住宅、二・四丁目と三丁目の一部は公団住宅、テラスハウス、教職員住宅（2006年現在、四丁目の教職員住宅は廃止され戸建住宅の分譲地となっている）などからなる。ショッピングセンター、銀行、郵便局など近隣商業地区があるが、住民が自動車で遠くまで買い物に行くので利用は伸び悩んだこともあった。
またまちびらきの際に第一次ベビーブーム世代が主に入居したため、住民世代が1940年代生まれと1970年代生まれの子供たちに偏り、子供たちが児童の頃に小中学校の学生数がピークを迎え、成人後まちを離れている人が多く、購入した世代も買い物や病院に不安を持つ年代となってきたため、家を手放し都心回帰する人も多い。典型的なニュータウンの高齢化・人口減少が起こっている。
- なお、茨木サニータウンの北側から西側全体に、取り囲むように「国際文化公園都市（彩都）」の東地区が計画されている。七丁目の北側に「東センター」が建設され大阪モノレール彩都線の終点ができる予定であったが、彩都の開発見直しの影響を受けて、モノレール延伸は断念された。

## 主な出来事
- 2022年（令和4年）10月1日 - サニータウン唯一のスーパーマーケット（ツジトミ サニータウン店）が突然閉店。買い物難民が発生した。ツジトミの電子マネーの払い戻しが事実上不可能になり、社会問題となったが、同電子マネーは、サニータウン店では採用されていなかった。[1][2]。
- 2023年（令和5年）9月28日 - ツジトミ サニータウン店の跡地に、株式会社平和堂の新業態「フレンドマートスマート 茨木サニータウン店[3]」が開店。買い物難民は解消された。また同敷地内に、100 円均一「ワッツウィズ茨木サニータウンフレンドマートスマート店」も同時に開店した。

## 交通
JR京都線茨木駅より阪急バス
- 87系統　茨木サニータウン行き
  - 団地入口、茨木山手台七丁目（87のみ）、緑地公園前、幼稚園前、保育園前、茨木サニータウン停留所
- 77系統　阪急茨木市駅・桑原橋経由茨木山手台七丁目行き
  - 桑原橋、桑原、茨木山手台二丁目（77のみ）停留所

阪急京都線：茨木市駅より
- 87系統　JR茨木駅経由茨木サニータウン行き（阪急茨木市駅発着便）

- 77系統　桑原橋経由茨木山手台七丁目行き